# Archieparquía de Bagdad de los caldeos
La archieparquía de Bagdad de los caldeos (en latín: Archieparchia Babylonensis Chaldaeorum y en árabe: أبرشية بغداد البطريركية‎) es una circunscripción eclesiástica de la Iglesia católica en Irak. Se trata de una archieparquía caldea, sede metropolitana de la provincia eclesiástica de Bagdad de los caldeos. Desde el 31 de enero de 2013 su archieparca es el patriarca cardenal Luis Rafael I Sako.

## Territorio y organización

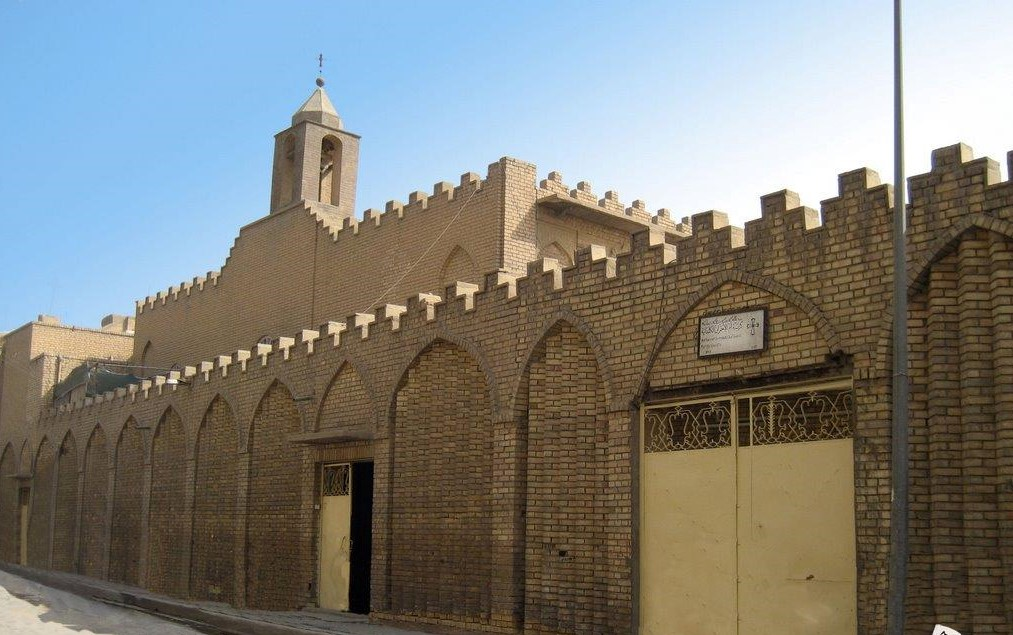
Antigua catedral de Nuestra Señora de los Siete Dolores

La archieparquía extiende su jurisdicción sobre los fieles católicos de rito caldeo residentes en la mayor parte del centro de Irak: las gobernaciones de: Ambar, Casidía, Babilonia, Bagdad, Diala, Kerbala, Mutana, Nayaf, Saladino, y en la gobernación de Nínive el distrito de Al-Ba'aj y el subdistrito de al-Shamal en el distrito de Sinyar.
La archieparquía se encuentra dentro del territorio propio del patriarcado de Bagdad de los caldeos.
La sede de la archieparquía se encuentra en la ciudad de Bagdad, en donde se halla la Catedral patriarcal de San José y la antigua catedral patriarcal de Nuestra Señora de los Siete Dolores, construida entre 1890 y 1898 y que fue la catedral hasta 1956.
La archieparquía tiene como sufragáneas a las eparquías de: archieparquía de Ahvaz, eparquía de Alqosh, Eparquía de Duhok y Eparquía de Zakho.
En 2020 en la archieparquía existían 23 parroquias en Bagdad, Habbaniyah y Diyala, totalizando 29 iglesias en 2018:
- Sagrada Familia
- San Juan Bautista
- Nuestra Señora del Sagrado Corazón
- Anunciación de la Virgen María
- Mar Pethyon
- Ascensión
- Mar Corcis
- Mar Elia El Heery
- Apóstol Santo Tomás
- Santísimo Rosario
- Juan el Bautista
- De los Apóstoles
- María de los Árboles
- Asunción de María
- Sagrado Corazón
- Santa María
- Santísima Trinidad
- San Efrén
- Virgen María Reina de la Paz (Babilonia)
- Reina de la Paz (en Habbaniyah)
- Buen Consejo (en Diyala)

## Historia
Luego de la conquista musulmana del Imperio sasánida (637-651), la capital Seleucia-Ctesifonte fue dejada de lado en 761 al fundarse Bagdad como nueva capital del Califato ortodoxo. A pedido del califa el patriarca-catolicós Timoteo I de la Iglesia del Oriente trasladó su residencia a Bagdad en 780, en donde se mantuvo la sede patriarcal hasta 1295 cuando, a causa de la destrucción de la ciudad por los mongoles en 1258, la masacre de su población y caída del Califato ortodoxo, el patriarca Yahballaha III trasladó su sede a Maraghe, capital del Ilkanato mongol. En 1401 Bagdad fue saqueada de nuevo, por Tamerlán. Más tarde la residencia patriarcal pasó al monasterio Rabban Hormizd cerca de Alqosh. A pesar de los traslados, los patriarcas conservaron el título de arzobispos de Bagdad o Babilonia. La asimilación de Bagdad con la antigua Babilonia es, sin embargo, infundada. En 1534 Bagdad fue conquistada por el Imperio otomano.
Luego del cisma de la Iglesia del Oriente de 1552, el 20 de abril de 1553 con la bula Divina disponente clementia el papa Julio III reconoció como patriarca a Simón VIII (Yohannan Sulaqa) y la archieparquía católica de Babilonia quedó establecida como título del nuevo patriarca caldeo de Mosul y Athur, quien no llegó a establecerse en Mosul porque fue asesinado en Amida (actual Diyarbakır). Esta línea patriarcal católica (línea Simón) se interrumpió en 1672 cuando Simón XIII Dinkha retornó a la doxa cristiana difisita y en 1692 movió su sede a la villa de Qodshanes en el Kurdistán, año en que formalmente rompió la comunión con Roma.
Casi en simultáneo con la ruptura con Roma de la línea patriarcal Simón, una segunda línea católica caldea se formó en 1672 cuando el metropolitano José de Amida entró en comunión con el papa. El 23 de junio de 1681 el papa lo reconoció y le dio el título de «patriarca de la nación caldea privada de su patriarca», tomando el nombre de José I y fijando su sede en Amida, única sede episcopal del patriarcado. En el decreto de confirmación del patriarca José III, se incorporó el nombre Babilonia al patriarcado.
En 1804 el patriarcado nestoriano de Alqosh se unió a la Iglesia católica y el 5 de julio de 1830 los dos patriarcados católicos fueron unidos con la bula Cum patriarchalis Ecclesia. Yohannan Hormizd fue confirmado formalmente patriarca de la Iglesia católica caldea por el papa Pío VIII con el título de «patriarca de Babilonia de los caldeos» y residencia en Mosul. Durante su residencia patriarcal en Mosul la Iglesia católica caldea siempre ha considerado a Bagdad (con el nombre de Babilonia) como la sede patriarcal y la ha gobernado a través de los vicarios patriarcales, que a menudo eran simples sacerdotes.
En 1896 Bagdad, con algunos pueblos dependientes de ella, tenía una comunidad caldea de 3000 fieles, con solo 1 parroquia en la ciudad, una estación misionera en Kut y 3 o 4 sacerdotes. En 1913 había 7260 bautizados con 12 sacerdotes, incluyendo a las villas de Amara y de Kut. En 1917 fuerzas británicas expulsaron a los otomanos de Bagdad y en 1920 la hicieron capital del mandato británico de Mesopotamia hasta que el 3 de marzo de 1932 Irak obtuvo la independencia y la archieparquía volvió a quedar bajo gobierno musulmán.
En 1947 la sede patriarcal fue movida a Bagdad, ya que hasta entonces el patriarca residía en Mosul y delegaba Bagdad a un vicario patriarcal.
El 17 de enero de 1954 mediante la bula Christi Ecclesia del papa Pío XII, cedió las gobernaciones de Basora, Amara (hoy Mesena), Kut (hoy Wasit) y Montefiq (hoy Di Car) para la erección del archieparquía de Basora y el Sur.
El 24 de octubre de 1960 con parte de su territorio fueron creadas la eparquía de Alqosh y la eparquía de Mosul mediante la bula Amoris Nostri.

A Babylonensi Chaldaeorum patriarchali dioecesi territoria civilium praefecturarum distrahi placet vulgo Mossul, TePafr, Sinjar et Al-Hadr, quibus nova efficiatur dioecesis, Mausiliensis Chaldaeorum appellanda, cuius fines hi erunt: ad septentrionem, dioecesis Zakho, Alcosh, Aqra, flumen « Khazer » usque ad « Grand Zab » ; ad orientem solem, flumen « Grand Zab » usque ad Tigrim, pars occidentalis loci « Makhmour » usque dum « Petit Zabo » flumen cum Tigri miscetur; ad meridiem, provinciae Babylonensis, Mausiliensis, vicus « Baiji », provinciae « Dulaim-Mossul » usque ad fines syro-iraquenos; ad occidentem denique solem, fines syro-iraqueni usque ad « Zakho ». Episcopi Mausiliensis Chaldaeorum Sedes in urbe erit vulgo Mossul.

En 1962 Bagdad se colocó bajo un auxiliar patriarcal, con el rango de obispo titular.  
En octubre de 2013, en el ámbito de una serie de reformas llevadas adelante por el patriarca Luis Rafael I Sako, fue creado por primera vez un consejo pastoral.
En el sínodo de la Iglesia caldea que tuvo lugar en Bagdad entre el 9 y 14 de agosto de 2021 se decidió unánimemente eliminar del título patriarcal el nombre Babilonia. Sin embargo de la decisión sinodal, la Santa Sede no expresó opinión y el nombre, tanto del patriarcado como de la archieparquía, en la curia romana sigue siendo Babylonen(sis).

## Estadísticas
Según el Anuario Pontificio 2021 la archieparquía tenía a fines de 2020 un total de 205 250 fieles bautizados.
| Año                                                                             | Población            | Población | Población      | Sacerdotes | Sacerdotes    | Sacerdotes    | Bautizados por sacerdote | Diáconos permanentes | Religiosos | Religiosos | Parroquias |
| Año                                                                             | Bautizados católicos | Total     | % de católicos | Total      | Clero secular | Clero regular | Bautizados por sacerdote | Diáconos permanentes | Varones    | Mujeres    | Parroquias |
| ------------------------------------------------------------------------------- | -------------------- | --------- | -------------- | ---------- | ------------- | ------------- | ------------------------ | -------------------- | ---------- | ---------- | ---------- |
| 1980                                                                            | 250 000              | ?         | ?              | 34         | 28            | 6             | 7352                     |                      | 18         | 96         | 28         |
| 1990                                                                            | 481 000              | ?         | ?              | 30         | 24            | 6             | 16 033                   |                      | 28         | 35         | 30         |
| 1999                                                                            | 151 000              | ?         | ?              | 31         | 28            | 3             | 4870                     |                      | 6          | 67         | 28         |
| 2000                                                                            | 151 000              | ?         | ?              | 44         | 41            | 3             | 3431                     |                      | 6          | 67         | 28         |
| 2001                                                                            | 155 000              | ?         | ?              | 43         | 40            | 3             | 3604                     |                      | 6          | 79         | 28         |
| 2002                                                                            | 145 000              | ?         | ?              | 52         | 48            | 4             | 2788                     |                      | 8          | 82         | 27         |
| 2003                                                                            | 140 000              | ?         | ?              | 34         | 30            | 4             | 4117                     |                      | 8          | 88         | 25         |
| 2004                                                                            | 130 000              | ?         | ?              | 34         | 30            | 4             | 3823                     |                      | 8          | 90         | 26         |
| 2006                                                                            | 145 000              | ?         | ?              | 32         | 29            | 3             | 4531                     |                      | 9          | 93         | 26         |
| 2007                                                                            | 135 000              | ?         | ?              | 26         | 23            | 3             | 5192                     |                      | 9          | 85         | 18         |
| 2012                                                                            | 150 000              | ?         | ?              | 17         | 15            | 2             | 8823                     |                      | 2          | 65         | 21         |
| 2015                                                                            | 150 000              | ?         | ?              | 22         | 19            | 3             | 6818                     | 4                    | 3          | 107        | 18         |
| 2018                                                                            | 200 000              |           |                | 15         | 15            |               | 13 333                   | 3                    |            | 107        | 18         |
| 2020                                                                            | 205 250              |           |                | 22         | 21            | 1             | 9329                     | 3                    | 1          | 114        | 23         |
| Fuente: Catholic-Hierarchy, que a su vez toma los datos del Anuario Pontificio. |                      |           |                |            |               |               |                          |                      |            |            |            |

## Episcopologio
- Yukhannan VIII Hormizd † (5 de julio de 1830-14 de agosto de 1838 falleció)
- Nicolás I Eshaya † (25 de septiembre de 1838-mayo de 1847 renunció)
- José VI Audo † (11 de septiembre de 1848-14 de marzo de 1878 falleció)
- Elías XIV Abulyonan † (26 de julio de 1878-27 de junio de 1894 falleció)
- Audishu V Khayyat † (28 de octubre de 1894-6 de noviembre de 1899 falleció)
- José VI Manuel II Tomás † (9 de julio de 1900-21 de julio de 1947 falleció)
- José VII Ghanima † (17 de septiembre de 1947-8 de julio de 1958 falleció)
- Pablo II Cheikho † (13 de diciembre de 1958-20 de diciembre de 1989 renunció)
- Rafael I Bidawid † (21 de mayo de 1989-7 de julio de 2003 falleció)
- Manuel III Delly (3 de diciembre de 2003-19 de diciembre de 2012 renunció)
- Luis Rafael I Sako, desde el 31 de enero de 2013